# Йоан Кападокийски (консул 538 г.)
Флавий Йоан Кападокийски (на латински: Flavius Iohannes; Johannes der Kappadokier; Kappadok(i)er; * 490 г.; † 548 г.) е политик на Византийската империя през 6 век. Пълното му име на латински е Flavius Marianus Michaelius Gabrielius Archangelius Iohannes.
Произлиза от Цезарея в Кападокия. По времето на император Юстиниан I той е през 531 г. преториански префект per Orientem (на Изтока). През 538 г. той става консул. През 541 г. съпругата на Юстиниан I Теодора го уволнява, взема му част от имуществото и изгонва в Египет. През 548 г. след смъртта на Теодора той има право да се върне в Константинопол и живее като беден свещеник.